# たいがさん
たいがさんは、テレビ東京の子会社であるアニメ専門チャンネル・AT-Xのマスコットキャラクター。

## 概要
2022年12月19日、AT-Xは、パペットキャラクター『たいがさん』がMCを務める新番組「次クール、何くーる?」の配信開始、および当キャラの声を声優の福山潤が担当すると発表した。
AT-X開局25周年を盛り上げるよう辞令を受け、同局の特命宣伝隊長として活動中。
普段はスタジオ・ノーヴァが制作した体長40cmのハンドパペットであるが、各種イベントへはキグルミックスが制作した着ぐるみ「きんぐたいがさん」として登場する。

## プロフィール
- 所属：株式会社エー・ティー・エックス[6]
- 名前：たいがさん
- 身長：40cm
- 体重：6kg
- 誕生日：12月24日[注 1]
- 年齢：不明（寅年とだけ自称している）
- 住んでいるところ：虎ノ門
- 好きなもの：甘いもの
- 似ているこえ：福山潤

虎ノ門にあるAT-X社内に住み始めた、虎ノ門生まれのトラという設定。アニメのことはよく分からないが、面白そうなので自身がMCを務める番組「次クール、何くーる?」に声優やスタッフを招いて色々聞き出そうとしている。

## コラボレーション
テレビ東京（およびBSテレビ東京（BSテレ東））のマスコットキャラクター、ナナナとのコラボが度々行われ、その模様が各公式SNS（#外部リンクを参照）に掲載されている。

## 関連グッズ
- たいがさんスタンプ1 - LINEスタンプ

AT-X公式オンラインショップ『AT-X SHOP』にて、ハンカチタオル、ダイカットステッカー、A4サイズクリアファイル、Tシャツ、アクリルスタンドなどが販売されている。

## 次クール、何くーる?
『次クール、何くーる?』（つぎクールなにくーる）は、Youtubeで配信されているテレビアニメの番宣番組。配信後、アニメ専門チャンネルのAT-Xにてアフタートークを追加して放送されている。

### 番組概要
2022年12月25日、AT-X YouTubeチャンネルにて配信開始。クールごとにAT-Xで放送される新作アニメや特集など、次クールのAT-Xの編成を発表し、当番組を観れば次クールの新作アニメ情報がほとんど把握できるとしている。次クール放送開始の作品から出演する声優や関係するスタッフをゲストに招いて、様々なアニメを紹介。出演者はメインMCを、たいがさん（福山潤）が担当し、各回のゲストMCも出演する。配信後、同YouTubeチャンネルおよびAT-DXで3ケ月ほどアーカイブされる。
2023年1月19日よりAT-Xで放送開始。Youtubeで配信した番組にアフタートークを追加・編集したAT-X限定版で放送している。なお一部、未放送の回もある。

### 出演者
MC
- たいがさん（福山潤）

ゲストMC
- 各回ゲストMC

### 放送リスト
| 回#    | 配信日          | 放送日         | サブタイトル | ゲストMC   | 作品ゲスト |
| ------ | --------------- | -------------- | ------------ | ---------- | --- |
| 第1回  | 2022年 12月25日 | 2023年 1月19日 | 2023冬       | 本渡楓     | 金元寿子（『お兄ちゃんはおしまい!』） 阿部敦（『異世界のんびり農家』）                                                 |
| 第2回  | 2023年 3月25日  |                | 2023春       | 山下七海   | 和氣あず未（『くまクマ熊ベアーぱーんち!』）                                                                            |
| 第3回  | 6月24日         | 7月1日         | 2023夏       | 日笠陽子   | 本渡楓（『自動販売機に生まれ変わった俺は迷宮を彷徨う』） 水中雅章（『シュガーアップル・フェアリーテイル』）            |
| 第4回  | 9月17日         | 9月25日        | 2023秋       | 桑原由気   | 船戸ゆり絵、深川芹亜（『星屑テレパス』） 櫻井みゆき、寺澤百花（『柚木さんちの四兄弟。』）                              |
| 第5回  | 12月23日        | 2024年 1月8日  | 2024冬       | 白石晴香   | 日野まり（『魔都精兵のスレイブ』） 佐藤元（『結婚指輪物語』）                                                          |
| 第6回  | 2024年 3月24日  |                | 2024春       | 豊崎愛生   | 原紗友里（『ゆるキャン△ SEASON3』）                                                                                    |
| 第7回  | 6月30日         | 7月7日         | 2024夏       | 下地紫野   | 後本萌葉（『恋は双子で割り切れない』） 大西沙織（『魔導具師ダリヤはうつむかない』）                                    |
| 第8回  | 9月21日         | 10月5日        | 2024秋       | 浦和希     | 小林大紀（『きのこいぬ』） 戸谷菊之介（『やり直し令嬢は竜帝陛下を攻略中』）                                            |
| 第9回  | 12月24日        | 12月29日       | 2025冬       | 加藤英美里 | 井藤智哉、稲垣好、大喜多州統（『戦隊レッド 異世界で冒険者になる』） 小林裕介、本渡楓（『日本へようこそエルフさん。』） |
| 第10回 | 2025年 3月22日  | 2025年 4月1日  | 2025春       | 田中美海   | 菱川花菜（『紫雲寺家の子供たち』） 中村カンナ（『ゴリラの神から加護された令嬢は王立騎士団で可愛がられる』）            |
| 第11回 | 6月22日         | 7月4日         | 2025夏       |            | 櫻井孝宏（『おそ松さん』） 西山宏太朗（『えてぃらじ ～AT-DXの特集アニメ紹介ラジオです～』）                            |